# 特ダネ三面キャプターズ
『特ダネ三面キャプターズ』（とくダネさんめんキャプターズ）は、海藍による日本の4コマ漫画作品。

## 概要
とある高校の新聞部の部員たちや教諭の日常を、5～6ページの連載1回分を1話とし、毎回1話完結で描いている。
芳文社の月刊雑誌『まんがタイムラブリー』に2002年4月号から2004年2月号まで連載された後、1年以上にわたる休載期間を経て、同誌2005年6月号、9月号に24、25話を掲載。その後も再び休載し、4年近く経過した2009年5月、アスキー・メディアワークスの雑誌『月刊コミック電撃大王』同年8月号より連載再開された。同誌2011年9月号をもって完結する予定だったが、その号で「作者病気」を理由とした連載終了が発表となり、2011年8月号が最後の掲載となった。
著者の代表作『トリコロ』ではいわゆる“感動オチ”など、笑いどころではないオチがしばしば用いられるが、本作品は『トリコロ』よりも笑いどころとしてのオチに重点を置いて描かれている。また海藍の漫画では滅多に登場しない男性キャラが登場しており、登場人物との恋愛模様が描かれる事もある。
作品タイトルロゴは1行3文字×4行の横書きで「特ダネ／三面キ／ャプタ／ーズ」（斜線は改行位置）と記されている。
本作品では掲載誌での話数表記（「第xx話」「そのxx」などの形で連載回数を示すもの）が「Capture/xx」（xは数字）の形で記されていた。単行本収録時より「xx版」の表記に変更されたが、通算話数は以降の連載再開時にも引き継がれている。本記事ではこれに倣い、話数表記は25話までは「Capture/xx」、それ以降は「xx版」とする。

## 主な登場人物

### 御堂高校新聞部員
秋山みずほ（あきやま みずほ）
新聞部の創設者であり、部長。御堂高校2年A組の生徒。6月7日生まれの双子座。
メガネを掛けており、自らを“メガネ美女”と称して憚らない。
着用している眼鏡は四角型のフレーム。ただし、Capture/03～06では丸型フレームだった。
髪型はポニーテールだが、モミアゲが長いため、ツインテールと間違えられやすい（Capture/22以降からポニーテールの先が二股に分かれたツインテールになった模様）。
やたらとモテるたから、ほとんどカップル同然の慎太、とみかに比べて恋愛沙汰に縁がなく、もはや諦めている節さえある。
スギ花粉症。
愛用携帯電話はau（W31S）。
冴木たから（さえき たから）
新聞部の部員。御堂高校2年生（所属クラス名は不明）。蟹座。
台詞の前に大抵「…」がつく。寡黙でクールな性格。汗マークも滅多に出現しない。
成績優秀、威風堂々たる麗人で、街中を歩いていると男が寄ってきて鬱陶しいと感じることもあるという。体脂肪率は9%。
髪型はストレートのロングヘアー。頭頂部の髪は猫耳（もしくは犬耳）のように出っ張っているところが2ヶ所ある。
手厳しい発言が多く、Capture/01では他の皆から“超高校級サド”とも評されている。風邪を引いた慎太の見舞いに訪れた際には、慎太の部屋を棚の隙間まで物色し、エロ本を見つけられてしまうのではないかと彼が狼狽する様を眺めて不敵な笑みを浮かべるなど、サディストぶりを存分に発揮した。
シャープペンや定規などを苦内（くない。棒手裏剣の一種）のように続けざまに何本も投擲することができるという特技を持つ。
カナヅチ（水泳が不可能）であるという弱点があり、水泳の補習を逃れるために退学を真剣に考えたこともある。
実はかなりの甘いもの好き。中学の頃には、シュークリーム10個を買ったその場で平らげたこともある（Capture/23より）。
みずほとは中学時代からの友人。クールで感情を表に出さない性格であるため、みずほは「一度しか笑顔を見たことがない」と発言している。ただし、前述の通り、サディスティックな笑顔（時にはかなり激しい笑い声も）であれば、作中にかなりの頻度で登場する。
風間慎太（かざま しんた）
新聞部の部員。御堂高校2年生（所属クラス名は不明だが、たからと同じクラス）。魚座。
登場人物中最も常識的な性格で、主に他のメンバーのツッコミ役をしている。運動神経だけは良いようである。
海藍の漫画としては珍しい男性キャラクター。著者の他作品『ママはトラブル標準装備!』や『トリコロ』でも父親が不在だったり、すでに鬼籍に入っていたりと、総じて男性はほとんど登場しない（ただし『ママはトラブル標準装備!』では終盤に1人男子キャラが登場している）。
美里に憧れを抱いており、彼女はトイレにも行かないとさえ信じていることを示す発言がCapture/01では見られるが、Capture/02以降はそれらしい描写は全く無い。
幼馴染のとみかから好意を向けられているが全く気付いておらず、自らはモテないと思い込んでいる。一方、とみかと2日ほど連絡が取れなくなった際には、みずほやたからに電話して状況を確認したり、本当に何かあったのかと考えるなど、相当に心配した。更に、とみかに彼氏ができた（そのために彼氏以外の男友達=自分からの電話に出づらい）のではないかと勘違いをしてしまう。この勘違いが解けた際には、慎太はどこかほっとした様子であった。
長らく自転車に乗れなかった（一輪車には自転車に乗れるようになる前から乗れていた）。
実は肌が弱く、ヒゲ剃りには5枚刃のカミソリを使っている。
小田とみか（しょうだ とみか）
新聞部の部員。御堂高校2年A組の生徒（みずほと同じクラス）。蠍座。
新聞部内でみずほを「部長」と呼ぶ唯一の部員。
幼馴染の慎太には好意を持っており、彼には「慎太ちゃん」と呼びかける（ただし、Capture/21で焦って「慎ちゃん」と呼んだときがあった）。また、小学生の頃はほとんど2人だけで遊んでいたという。しかし、彼女が告白同然の発言を行っても、2人の仲に進展が見られることはほとんど無い。慎太が鈍感なのか、とみかのアプローチが下手なのかは謎である。
身長が低く、他の登場人物より頭1つ～1つ半ほど小さい。性格は内気で、慎太以外に対しては丁寧語で会話する。少々天然気味。
基本的に運動は苦手だが、泳ぎはエンジンが付いているかのように速い。
心霊写真の類が嫌いなようだが、それとは矛盾する行動を取ることもある。Capture/01では、屍体が埋まっていると言われた桜の木の下を掘り返し、Capture/07では台風で旧校舎の周辺に散らばった塔婆を拾い集めたりしていたが、前者は屍体の会話には参加していなかったため、後者は塔婆というものを知らず、普通の板と思っていたため。
- “巡洋艦とみか”

とみかの無意識に他人の心理的な急所をつく発言が、あたかも巡洋艦の砲撃の如き破壊力を持つことから、サブタイトルにこの名が冠せられる。この発言に対して、新聞部の面々（主にみずほ）が海軍礼服風の姿に挙手の敬礼（ただし逆の左手）で反応する。

### その他御堂高校生徒
蜷川（にながわ、下の名前は不明）
こめかみ付近に髪留めを着けた、セミロングの髪型の女子生徒。みずほ・とみかと同じクラス。
校内では、左腕に「生徒会」と書かれた腕章をつけている。
名前は34版でようやく出てきたが、実は連載初期の頃（Capture/08）にて初登場。

### 御堂高校教員
三沢美里（みさわ みさと）
御堂高校の女性教諭。国語科担当。射手座。
新聞部の顧問ではない（Capture/07（単行本1巻「7版」34ページ）みずほの台詞より）のだが、お互い頼まれごとをし合ったりする（便利に使い使われのギブ&テイク）など、教職員の中では一番新聞部に身近な存在であり、ある意味一番の理解者とも言える。最近では、なし崩しに事実上の顧問として扱われている模様。
三十路前にして、未だ独身。10年以上男性とイブを過ごしたことが無いというキャリアの持ち主。
愛車は青色のアウディ・A2（なお、Capture/21にてディーラーに持ち込んでいる描写がある）。
同僚の吉之助に好意を抱いているらしいが、未だに打ち明けられずにいる。
実は職員室でのつまみ食いの常習犯らしい（Capture/13でたからが聞き出した）。
木梨吉之助（きなし）
御堂高校の男性教諭。陸上部顧問。
年齢は美里よりやや下らしい。
美里に気がある様子だが、新聞部の面々が手伝ったり邪魔したりで、今ひとつ進展無し。

### その他
ヘンデル&グレーテル
Capture/14で初登場。元々学校近辺をうろつく野犬だったが、たからに圧倒されて以来、新聞部のマスコット犬となっている。
たからが飼い主として登録したが、予防接種はサボっているらしい（30版より）。
元野犬ゆえ、犬種・性別・2頭間の血縁は不明。ただし毛色はどちらもシベリアンハスキーに近い。両者にデザイン上の差異はない。
鼻炎気味になったりカキ氷を食べて頭痛になるなど、人間らしい犬。ソフトボールの守備に駆り出されたこともある（Capture/19より）。
たからの言うことに従ったり、助けに来るなど、非常に頭は良いらしい。
たからの伯父（名前不明）
たからを通じて、時々新聞部に自分の所有するカメラを貸し出している。「壊されたとしても女子高生に使ってもらいたい」という理由。
小田直子（しょうだ なおこ）
とみかの母親。29版で初登場。
娘の行為を早合点して逃げるように出かけるなど、海藍の他作品の「母親」キャラと同様どこか抜けたところがある。
愛車は四輪駆動タイプの軽自動車（車種は不明）。

## 舞台
御堂高校
キャプターズの面々が通う学校。それなりに偏差値は高いようで、みずほはギリギリで合格したという描写がある。
新聞部
みずほ1人により、「新聞同好会」として創設。1年間で会員を1名から4名にまで増やし、創設から1年後に「新聞部」に昇格、部室を持つことも出来た。ただし、初年度の部費は二千円札1枚のみであった。
部室は築46年の旧校舎にあり、さながら新校舎（現在の校舎）から隔離されたような趣である。同好会時代、会員の増加に伴い、発行禁止になった記事が増加したことに伴う措置らしい。
台風により旧校舎がかなり傷んだ時、適当な修理をした（慎太が大黒柱を切って補強に使ってしまったらしい）ため、次の冬の積雪で屋根が崩壊。臨時に部室が新校舎に置かれている。なお旧校舎の屋根は、理事長が修理すると決定した（そこまでしてでも新聞部を隔離したいらしい）。
学校行事
卒業時に校庭にタイムカプセルを埋める行事があった。作中ではそれに代わって「メモリーガレージ」と称する倉庫に集約保管する形式となるが、これまで埋設されたカプセルも同ガレージに移すことになり、ほぼ無秩序に校庭に埋設されたカプセルの探索・発掘・移管を新聞部の面々が手伝った（Capture/13より）。
応元寺
Capture/02で心霊写真を撮るために選ばれた寺。Capture/09でも待ち合わせ場所として登場する。
喫茶ルマン（Leman Cafe）
たからのバイト先。たからに謀られてみずほ、とみかの両名もバイト中（Capture/11、Capture/21より）。
制服がメイド服だが、どちらかというと女性向けの店。
海藍の投稿時代作品の『喫茶ル・マンでピットイン』に同名の喫茶店が出るが、無関係な模様。

## 書誌情報
コミックス本編は、芳文社より「まんがタイムKRコミックス」として刊行されている。単行本化にあたりタイトルロゴが変更され、話数表記が「Capture/XX」から新聞風の「X版」に変更されている。発売に当たっては、『まんがタイムきらら』等、芳文社各誌に広告が掲載されたが、Capture/04の前後らしき描き下ろしのイラストをメインに、カラーリバーサルフィルムの広告風に仕立てた凝った作りだった（もっとも本編及び扉で見る限り、当の新聞部はネガフィルムかコンパクトタイプのデジタルカメラを使用している）。電撃大王に移籍後の単行本は出ていない。
1. 第1巻（2006年2月27日発売） ISBN 4-8322-7563-1